# Paul Nicholls
Paul Nicholls, właśc. Paul Gerald Greenhalgh (ur. 12 kwietnia 1979 w Boltonie) – brytyjski aktor. Wystąpił w roli Joego Wicksa w operze mydlanej BBC One EastEnders (1996–1997).

## Życiorys

### Wczesne lata
Urodzony w Boltonie, w hrabstwie metropolitarnym Manchesteru jako syn Julie Greenhalgh, pielęgniarki oddziału psychiatrii i Paula Greenhalgha, dekarza. Wychowywał się z siostrą Kelly (ur. 1978). W 1997 jego rodzice rozwiedli się.
Uczęszczał do szkoły podstawowej Church Road County Primary School i szkoły średniej Smithills Secondary School. Od wczesnych lat młodości występował na scenie Bolton Little Theatre.

### Kariera
Jako dziecko zaczął występować w Oldham Theatre Workshop. W 1990 zadebiutował w telewizji w wieku 10 lat w odcinku serialu ITV Oddział Dziecięcy (Children’s Ward). Gościł w serialu familijnym fantasy BBC Earthfasts (1994).
Od 25 marca 1996 do 14 listopada 1997 grał postać schizofrenicznego Joego Wicksa, który poszukuje swojego ojca w operze mydlanej BBC One EastEnders.
Pojawił się w serialach BBC: Opowieści kanterberyjskie (The Canterbury Tales, 2003) z Julie Walters oraz Przekręt (Hustle, 2004) jako notoryczny złodziej sztuki Adam Rice. W filmie telewizyjnym Panna Marple: Godzina zero (Marple: Towards Zero, 2007) wystąpił w roli żigolo Teda Latimera, zainteresowanego Kay. W miniserialu BBC/HBO Pasja (The Passion, 2008) wcielił się w postać Judasza.
Jego pierwszą znaczącą kreacją sceniczną była rola Billy’ego Fishera w sztuce Billy kłamca (Billy Liar, 1998) w Bush Theatre w Londynie. W 2000 trafił na West End w sztuce Eugene’a O’Neilla Długa podróż dnia ku nocy w Lyric. Wystąpił w przedstawieniu Vincent w Brixton (Vincent in Brixton) w Królewskim Teatrze Narodowym (Royal National Theatre) i w styczniu 2005 powrócił do Lyric w sztuce Festen. W przedstawieniu Jeana Baptiste Racine Fedra (Phaedra, 2006) miał odgrywać wiodącą rolę Donmara Warehouse, jednak ze względu na ciężką infekcję gardła musiał zrezygnować z udziału.
W lipcu 2007 zagrał postać Terry’ego w bezkompromisowym dramacie telewizyjnym Channel 4 Clapham Junction, który ukazał 36 godzin w życiu wielu gejów i był pokazany jako część serii programów dla upamiętnienia 40. rocznicy podpisania dekryminalizacji praktyki homoseksualistów w Anglii i Walii w 1967.

## Życie prywatne
Od 2005 spotykał się z modelką Chantal Brown, którą poślubił w 2 sierpnia 2008 podczas kameralnej ceremonii w Hampstead, na północ Londynu. W 2015 rozwiedli się.
W lipcu 2017 Nicholls został ciężko ranny podczas wakacji w Tajlandii po upadku z wodospadu na Ko Samui. Gdy jego telefon komórkowy został zepsuty, został pozostawiony na dnie wodospadu na trzy dni i został uratowany tylko przez ratowników-wolontariuszy, policję i medyków po tym, jak miejscowi zaalarmowali policję o motocyklu, którym podróżował, który leżał w pobliżu. Później trafił do szpitala z powodu połamanych nóg i strzaskanego kolana. Agent Nichollsa powiedział, że „dobrze wraca do zdrowia”.
W maju 2021 Nicholls ujawnił, że w 2018 doznał udaru mózgu. Udar spowodował u niego głęboką depresję, która doprowadziła do uzależnienia od dihydrokodeiny i kokainy w 2020. Potwierdził, że uczęszczał na spotkania Anonimowych Narkomanów i cieszył się, że jest w powrocie do zdrowia, stwierdzając, że gdyby ponownie miał nawrót, „umarłby”.

## Filmografia

### Filmy
- 1999: Okop (The Trench) jako Billy Macfarlane
- 1999: Potajemny ślub (The Clandestine Marriage) jako Richard Lovewell
- 2001: Goodbye Charlie Bright jako Charlie Bright
- 2002: Ekstremalna prędkość (High Speed)
- 2002: Wyścig (The Ride) jako Ruben
- 2004: Jeśli tylko (If Only) jako Ian Wyndham
- 2004: Bridget Jones: W pogoni za rozumem (Bridget Jones: The Edge of Reason) jako Jed
- 2008: Ryzykowny skok (Daylight Robbery) jako Chubby

### Filmy TV
- 1999: Miłosna opowieść (Love Story) jako Seth
- 1999: Namiętność (Passion) jako Daniel
- 2004: Proch, zdrada i spisek (Gunpowder, Treason & Plot) jako Lord Darnley
- 2007: Panna Marple: Godzina zero (Marple: Towards Zero) jako Ted Latimer
- 2007: Clapham Junction jako Terry

### Seriale
- 1994: Earthfasts jako David
- 1995: The Biz jako Tim Marshall
- 1996: Out of the Blue jako Matt Pearson
- 1996–1997: EastEnders jako Joe Wicks
- 1998–1999: City Central jako PC Terry Sydenham
- 2001: Table 12 jako Ol
- 2001: Daj, daj, daj (Gimme Gimme Gimme) w roli samego siebie
- 2003: Opowieści kanterberyjskie (The Canterbury Tales) jako Jerome Adams/‘Gary’
- 2003: Blue Dove jako Nick Weston
- 2004: Proch, zdrada i spisek jako Lord Darnley
- 2004: A Thing Called Love jako Gary Scant
- 2006: Przekręt (Hustle) jako Adam Rice
- 2007: Agatha Christie: Panna Marple jako Ted Latimer
- 2008: Fairy Tales jako Connor Gruff
- 2008: Kopignaty (Bonekickers) jako James
- 2008: Harley Street jako dr Robert Fielding
- 2011: Sekretny dziennik call girl jako Harry Keegan
- 2012: Morderstwa w Midsomer jako Dave Foxely
- 2012: Szpital Holby City jako

### Filmy krótkometrażowe
- 2000: Self Help jako Greene